# Легма (шхуна)
«Легма», «Лехма» или «Леема» — парусно-гребная шхуна Балтийского флота Российской империи, находившаяся в составе флота с 1790 по 1801 год. Большую часть времени службы шхуна провела в плаваниях в финских шхерах в составе гребной флотилии.

## Описание судна
Парусно-гребная шхуна с деревянным корпусом, длина судна составляла 18,8 метра, ширина — 4,6 метра, а осадка — 1,5 метра. На шхуне было установлено 7 банок, а её вооружение состояло из шести орудий. Название шхуна получила в честь острова Легма, расположенного в финских шхерах, возле которого 13 (24) августа 1789 года произошло Первое Роченсальмское сражение. Единственное парусное судно Российского императорского флота, носившее это наименование.

## История службы
Шхуна «Легма» была спущена на воду в 1790 году и в том же году вошла в состав Балтийского флота России.
C 1791 по 1800 год находилась в составе гребной флотилии и ежегодно выходила в плавания в финских шхерах. В кампанию 1796 года совершала плавания между Кронштадтом и Роченсальмом.
Шхуна была разобрана в Роченсальме в 1801 году.

## Командиры шхуны
Командиром парусной шхуны «Легма» в составе Российского императорского флота в 1796 году служил С. Н. Карпов.